# 海宁海塘
海宁海塘，位于中华人民共和国浙江省嘉兴市海宁市，部分为全国重点文物保护单位，部分为海宁市文物保护单位。
2017年1月19日，海宁海塘被列入第七批浙江省文物保护单位，该文物保护单位是一座古建筑。